# 帕沃·阿尔托宁
帕沃·阿尔托宁（芬蘭語：Paavo Aaltonen，1919年12月11日—1962年9月9日），生于凯米，芬兰男子体操运动员。他曾参加1948年和1952年夏季奥运会，共收获三枚金牌和两枚铜牌。他于1962年在錫博去世。